# Wereldkampioenschappen inlineskaten 2017
De wereldkampioenschappen inline-skaten 2017 werden van 3 tot en met 9 september gehouden in Nanjing, China. Het was het tweede opeenvolgende jaar dat de kampioenschappen gehouden werden in Nanjing en ze waren onderdeel van de World Roller Games 2017 waar om titels in diverse rolschaats-sporten gestreden werd.
Het waren de 47e wereldkampioenschappen voor mannen op de weg, de 43e voor mannen op de piste, de 41e voor vrouwen op de piste en de 40e voor vrouwen op de weg. Tegelijkertijd werden voor de 21e keer de wereldkampioenschappen voor junioren (piste en weg) gehouden.

## Programma
Op het programma stonden voor mannen en vrouwen twaalf afstanden. Zondag 3, maandag 4 en dinsdag 5 september stonden in het teken van de baanwedstrijden (piste), te weten de 300 meter tijdrit, 500 meter sprint, 1000 meter sprint, 10.000 meter punten-/afvalrace, 15.000 meter afvalrace en 3000 meter aflossing. Na een rustdag werd er op donderdag 7 en vrijdag 8 september op het asymmetrische wegparcours de 100 meter sprint, één ronde sprint, 10.000 meter puntenkoers, 20.000 meter afvalrace en 5000 meter aflossing gereden. Op zaterdag 9 september afgesloten met de marathon (42.195 meter).

## Medailleverdeling

### Mannen
| Piste                      | Piste          | Piste            | Piste               |
| Afstand                    | Goud ·         | Zilver ·         | Brons ·             |
| -------------------------- | -------------- | ---------------- | ------------------- |
| 300m Tijdrit               | Simon Albrecht | Ioseba Fernandez | Gwendal Lepivert    |
| 500m Sprint                | Lucas Silva    | Andres Munoz     | Hong Seung-gi       |
| 1000m Sprint               | Jhoan Guzman   | Andres Munoz     | Alvaro Carrasquilla |
| 10.000m Punten-/afvalkoers | Patxi Peula    | Alexis Contin    | Jorge Davis Bolanos |
| 15.000m Afvalkoers         | Alex Cujavante | Alexis Contin    | Manuel Saavedra     |
| 3000m Aflossing            | Colombia       | Argentinië       | Italië              |

| Weg                 | Weg              | Weg                 | Weg           |
| Afstand             | Goud ·           | Zilver ·            | Brons ·       |
| ------------------- | ---------------- | ------------------- | ------------- |
| 100m Sprint         | Ioseba Fernandez | Jorge Luis Martinez | Kim Jin-young |
| 1 ronde Sprint      | Edwin Estrada    | Ioseba Fernandez    | Andres Munoz  |
| 10.000m Puntenkoers | Felix Rijhnen    | Patxi Peula         | Daniel Niero  |
| 20.000m Afvalkoers  | Nolan Beddiaf    | Manuel Saavedra     | Daniel Niero  |
| 5000m Aflossing     | Colombia         | Duitsland           | Italië        |
|                     |                  |                     |               |
| 42.195m Marathon    | Nolan Beddiaf    | Andres Jimenez      | Patxi Peula   |

### Vrouwen
| Piste                      | Piste                  | Piste                  | Piste             |
| Afstand                    | Goud ·                 | Zilver ·               | Brons ·           |
| -------------------------- | ---------------------- | ---------------------- | ----------------- |
| 300m Tijdrit               | Andrea Canon           | Chen Ying-chu          | An Yi-seul        |
| 500m Sprint                | Anhlly Perez           | An Yi-seul             | Laethisia Schimek |
| 1000m Sprint               | Karime Garzon Luz      | Francesca Lollobrigida | Sandrine Tas      |
| 10.000m Punten-/afvalkoers | Francesca Lollobrigida | Fabriana Arias         | Sandrine Tas      |
| 15.000m Afvalkoers         | Karime Garzon Luz      | Francesca Lollobrigida | Johana Viveros    |
| 3000m Aflossing            | Colombia               | Zuid-Korea             | Duitsland         |

| Weg                 | Weg                    | Weg               | Weg                    |
| Afstand             | Goud ·                 | Zilver ·          | Brons ·                |
| ------------------- | ---------------------- | ----------------- | ---------------------- |
| 100m Sprint         | Yesenia Escobar        | Andrea Canon      | Chen Ying-chu          |
| 1 ronde Sprint      | Yesenia Escobar        | Anhlly Perez      | Laethisia Schimek      |
| 10.000m Puntenkoers | Francesca Lollobrigida | Yang Ho-chen      | Johana Viveros         |
| 20.000m Afvalkoers  | Fabriana Arias         | Sandrine Tas      | Francesca Lollobrigida |
| 5000m Aflossing     | Italië                 | Duitsland         | Colombia               |
|                     |                        |                   |                        |
| 42.195m Marathon    | Johana Viveros         | Karime Garzon Luz | Sandrine Tas           |

### Medaillespiegel
Medaillespiegel zonder de juniorenwedstrijden.
| Plaats | Land           | Goud | Zilver | Brons | Totaal |
| 1      | Colombia       | 13   | 8      | 6     | 27     |
| 2      | Italië         | 3    | 2      | 5     | 10     |
| 3      | Spanje         | 2    | 3      | 1     | 6      |
| 4      | Duitsland      | 2    | 2      | 3     | 7      |
| 5      | Frankrijk      | 2    | 2      | 1     | 5      |
| 6      | Chili          | 1    | 0      | 0     | 1      |
| 6      | Venezuela      | 1    | 0      | 0     | 1      |
| 7      | Zuid-Korea     | 0    | 2      | 3     | 5      |
| 8      | Chinees Taipei | 0    | 2      | 1     | 3      |
| 9      | België         | 0    | 1      | 3     | 4      |
| 10     | Argentinië     | 0    | 1      | 0     | 1      |
| 10     | Mexico         | 0    | 1      | 0     | 1      |
| 12     | Ecuador        | 0    | 0      | 1     | 1      |
| Totaal | Totaal         | 24   | 24     | 24    | 72     |

Officieuze wereldkampioenschappen

Monza 1937 ·
Ferrara 1938 ·
Monfalcone 1948 ·
Ferrara 1949 ·
Monfalcone 1951 ·
Lido di Venezia 1953 ·
Bari 1954 ·
Palermo 1957 ·
Finale Ligure 1958 ·
Wetteren 1960 ·
Gujan-Mestras 1961 ·
Nantes 1963 ·
Madrid 1964 ·
Syracuse 1965
Officiële wereldkampioenschappen (afwisselend piste en weg)

Mar del Plata 1966 ·
Barcelona 1967 ·
Montecchio 1968 ·
Mar del Plata 1969 ·
Sesto San Giovanni 1973 ·
Mar del Plata 1975 ·
Mar del Plata 1978 ·
Finale Emilia 1979 ·
Masterton 1980 ·
Oostende 1981 ·
Finale Emilia 1982 ·
Mar del Plata 1983 ·
Bogotá 1984 ·
Colorado Springs 1985 ·
Adelaide 1986 ·
Grenoble 1987 ·
Cassano d'Adda 1988 ·
Hastings 1989 ·
Bello 1990 ·
Oostende 1991 ·
Rome 1992 ·
Colorado Springs 1993
Piste en weg gecombineerd (huidige vorm)

Gujan-Mestras 1994 ·
Perth 1995 ·
Venetië 1996 ·
Mar del Plata 1997 ·
Pamplona 1998 ·
Santiago 1999 ·
Barrancabermeja 2000 ·
Valence d'Agen 2001 ·
Oostende 2002 ·
Barquisimeto 2003 ·
Abruzzo 2004 ·
Suzhou 2005 ·
Anyang 2006 ·
Cali 2007 ·
Gijón 2008 ·
Haining 2009 ·
Guarne 2010 ·
Yeosu 2011 ·
Ascoli Piceno/San Benedetto del Tronto 2012 ·
Oostende 2013 ·
Rosario 2014 ·
Kaohsiung 2015 ·
Nanjing 2016 ·
Nanjing 2017 ·
Heerde/Arnhem 2018 ·
Barcelona 2019 ·
Ibagué 2021 ·
Buenos Aires 2022 ·
Montecchio Maggiore/Vicenza 2023 ·
Pescara 2024